# Mauerstraße 11 (Quedlinburg)

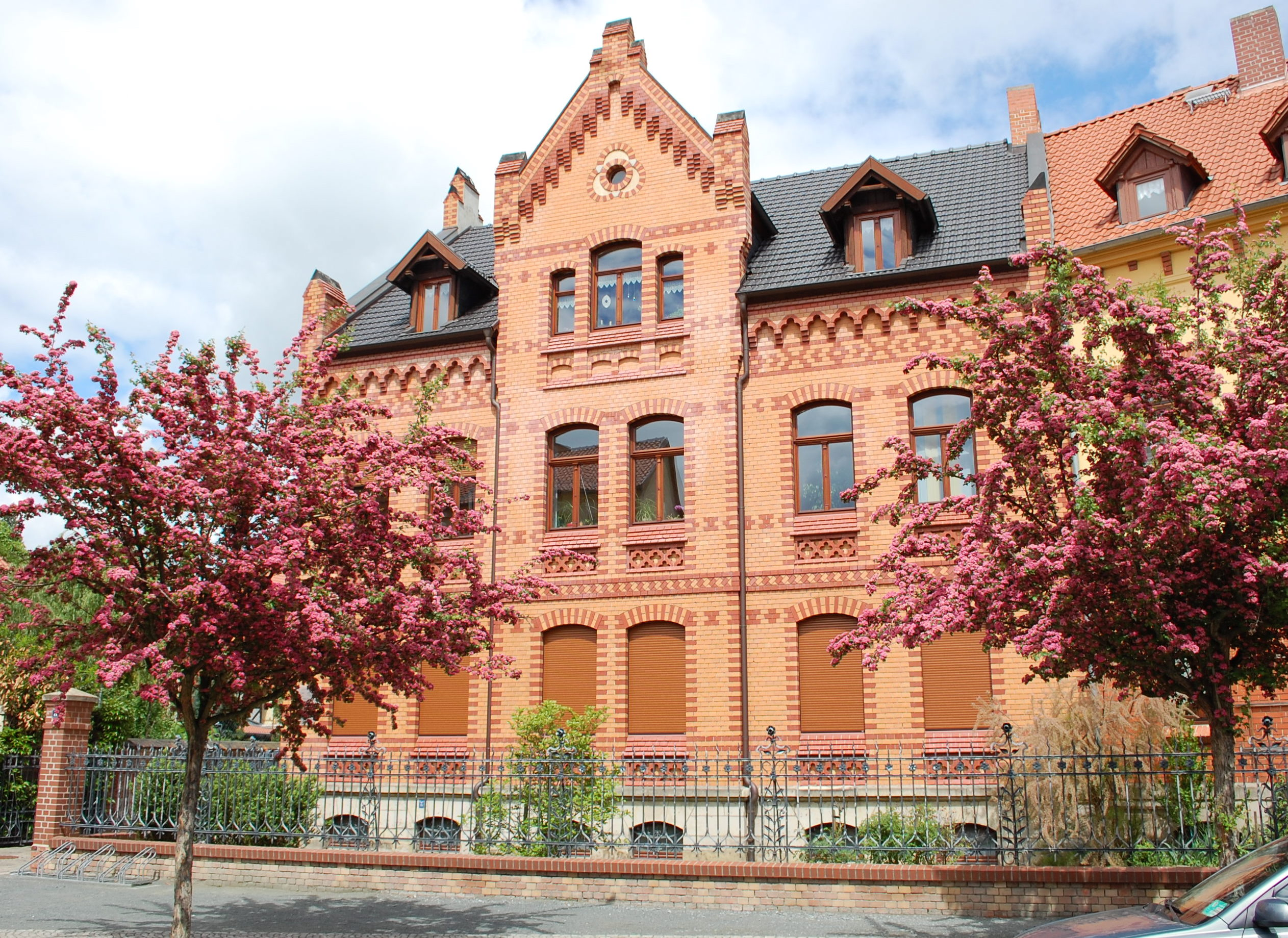
Mauerstraße 11

Das Haus Mauerstraße 11 ist ein denkmalgeschütztes Gebäude in der Stadt Quedlinburg in Sachsen-Anhalt. 
Es befindet sich östlich der historischen Quedlinburger Neustadt. Das Gebäude ist im Quedlinburger Denkmalverzeichnis eingetragen. 

## Architektur und Geschichte
Das Wohnhaus wurde um 1900 errichtet. Die Fassade ist als Klinkerfassade in einem historisierenden Stil gestaltet.
Die zur Straße hin bestehende und den Vorgarten umschließende Grundstückseinfriedung verfügt über einen im Jugendstil gearbeiteten schmiedeeisernen Zaun.